# Dombeya andapensis
Dombeya andapensis är en malvaväxtart som beskrevs av Arenes. Dombeya andapensis ingår i släktet Dombeya och familjen malvaväxter. Inga underarter finns listade i Catalogue of Life.